# Çorum FK
Çorum Futbol Kulübü is een Turkse voetbalclub uit Çorum. De club werd opgericht in 1997. De thuiswedstrijden worden in het Çorum Şehir Stadium gespeeld, dat plaats biedt aan 15.000 toeschouwers. De clubkleuren zijn rood en zwart. In het seizoen 2023/24 begon de club voor het eerst te spelen in de TFF 1. Lig.

## Geschiedenis
De club werd in 1997 opgericht onder de naam Çorum Belediyespor. In de vijftien seizoenen die volgden werd gespeeld in de amateurreeksen, tot een titel in het seizoen 2011/12 ervoor zorgde dat promotie naar de 3. Lig behaald werd. Op dat moment werd gespeeld in blauw-witte tenues, maar in 2014 stapte de club over naar shirts in rood en zwart. In december 2018 werd de naam aangepast naar Yeni Çorumspor, waarna een half jaar later een promotie naar de 2. Lig behaald werd. Een jaar na de laatste naamsverandering werd voor de naam Çorum Futbol Kulübü gekozen, nadat de club Çorumspor was overgenomen en opgenomen in de club. Aan het einde van het seizoen 2022/23 werd Çorum FK kampioen van de Witte groep van de 2. Lig, waardoor de club voor het eerst ging uitkomen in de 1. Lig.

## Erelijst
| Nationaal  |    |         |
| TFF 2. Lig | 1× | 2022/23 |

## Bekende (oud-)spelers
- Atakan Akkaynak (2021–)
- Zargo Touré (2023–)
- Thomas Verheydt (2023–)
- Abdülhamit Yıldız (2021–2022)